# رزاق اوموتویوسی
رزاق اوموتویوسی (انگلیسی: Razak Omotoyossi؛ زادهٔ ۸ اکتبر ۱۹۸۵- ۱۹ اوت ۲۰۲۵) بازیکن فوتبال اهل بنین بود.
از باشگاه‌هایی که در آن بازی کرده است می‌توان به باشگاه فوتبال متس، باشگاه ورزشی گایس، باشگاه فوتبال هلسینگبورگس، باشگاه فوتبال النصر عربستان سعودی، باشگاه فوتبال قهرمان‌مرعش‌اسپور، باشگاه فوتبال قنیطره، باشگاه فوتبال شریف تیراسپول، باشگاه فوتبال المپیک اسفی، و باشگاه ورزشی زمالک اشاره کرد.
وی همچنین در تیم ملی فوتبال بنین بازی کرده است.